# Завод хімії хлору у Квінані
Завод хімії хлору у Квінані – виробничий майданчик на заході Австралії, що знаходиться у потужній індустріальній зоні на південь від Перту.
Розташований у Квінані завод діоксиду титану використовує хлоридний процес та, відповідно, потребує значних обсягів хлору. Постачання останнього забезпечили шляхом спорудження поряд заводу компанії Nufarm Coogee Pty Ltd, засновниками якої виступили Nufarm Ltd та Coogee Chemicals з долями 80% та 20% відповідно (в 2007-му Coogee Chemicals викупила частку партнера та стала одноосібним власником проекту). 
Завод Nufarm Coogee став до ладу в 1991-му та здійснює електроліз хлориду натрію з отриманням хлору, каустичної соди та водню (крім того, хлор із відхідних газів абсорбують каустичною содою із отриманням гіпохлориту натрію). Хлорид натрію постачають з соляного промислу на озері Дебора.
Частину продуктів заводу може споживати розташований у тій же Квінані хімічний завод Coogee Chemicals, який, зокрема, продукує чи продукував силікат натрію, ксантогенати (в обох випадках процес отримання передбачає використання каустичної соди) та хлорид амонію. Що стосується водню, то за первісним проектом його використовували як паливо для забезпечення внутрішніх потреб.
Первісно потужність електролізного майданчику становила 17 тисяч тонн хлору, 19 тисяч тонн каустичної соди, 480 тонн водню та 2,5 тисячі тонн гіпохлориту натрію на рік. Вже у другій половині 1990-х почалось просування проекту розширення, який мав довести ці показники до 42 тисяч тонн, 47 тисяч тонн, 1190 тонн та 6 тисяч тонн відповідно (при цьому потреба у хлориді натрію мала зрости з 39 до 88 тисяч тонн). У підсумку завершення розширення майданчику припало на 2010 рік. В 2021-2022 фінансовому році фактично виготовили 34 тисячі тонн хлору та 39 тисяч тонн каустичної соди.